# Непомнящий, Андрей Анатольевич
Андре́й Анато́льевич Непо́мнящий (укр. Андрій Анатолійович Непомнящий; род. 24 марта 1969 или 1969, Бобруйск, Могилёвская область) — украинский и российский историк, востоковед, библиограф

 и книговед. Доктор исторических наук, профессор Крымского федерального университета имени В. И. Вернадского. Специалист в области истории крымоведения, истории библиографии, биобиблиографии. Заслуженный работник образования Украины (2013), Почётный работник сферы образования Российской Федерации (2019).

## Биография
Родился 24 марта 1969 года в Бобруйске.
В 1986 году окончил керченскую среднюю школу № 20 имени П. Л. Войкова. Поступил на исторический факультет Симферопольского государственного университета имени М. В. Фрунзе, который окончил в 1991 году. Трудовую деятельность начал в 1991 году качестве ассистента на кафедре истории Украины и вспомогательных исторических дисциплин СГУ. В ноябре 1991 поступил в аспирантуру по кафедре истории Украины и вспомогательных исторических дисциплин СГУ. В 1994 году защитил кандидатскую диссертацию «Развитие исторического краеведения в Крыму во 2-й половине XIX — начале XX века» (научный руководитель — профессор В. Ф. Шарапа). Продолжил работать ассистентом на кафедре, с 1996 года — доцентом. В 2002 году защитил диссертацию на степень доктора исторических наук на тему «Библиографическое наследие историко-этнографических исследований Крыма в конце XVIII — начале XX века». С 2002 по 2014 год — профессор кафедры истории Украины и вспомогательных исторических дисциплин Таврического национального университета имени В. И. Вернадского. В 2014 году кафедра истории Украины была преобразована в кафедру исторического регионоведения и краеведения. С сентября 2014 по август 2020 года — заведующий кафедрой исторического регионоведения и краеведения Таврической академии Крымского федерального университета имени В. И. Вернадского. В результате проводимой в вузе реорганизации бывшая кафедра истории Украины была ликвидирована. За вклад в изучение истории Крыма А. А. Непомнящий был неоднократно награжден государственными наградами РФ. В 2015 году была официально зарегистрирована научная школа истории крымоведения, созданная профессором А. А. Непомнящим. Под его руководством защищено 24 кандидата исторических наук. С сентября 2020 года — профессор кафедры истории древнего мира и средних веков (с октября 2021 года — кафедра археологии и всеобщей истории). По совместительству занимает должность ведущего научного сотрудника Крымского научного центра Института истории имени Ш. Марджани Академии наук Республики Татарстан.

## Научная деятельность
Сфера научных интересов: историография истории Крыма, история крымоведения, биобиблиография историков юга Украины, просопография. Ввёл новое направление в библиографии — совмещение в библиографических списках печатных трудов и рукописей учёных. Автор первого в практической библиографии корпуса историко-этнографических документов о Крыме и крымских этносах досоветской эпохи. Впервые в историографии воссоздал историю историко-этнографического изучения Крыма со времён включения полуострова в состав Российской империи и до Великой Отечественной войны. Основатель научной школы по изучению истории крымоведения.
Автор более 350 научных работ (в том числе десяти монографий, двух библиографических справочников, около 350 научных статей) в изданиях Украины, России, Великобритании, Эстонии.
В 2010 году инициировал возобновление издания журнала «Учёные записки ТНУ имени В. И. Вернадского. Серия „Исторические науки“» (с 2015 года — «Учёные записки КФУ имени В. И. Вернадского»), главный редактор журнала с 2012 года. Основатель и редактор научно-справочной книжной серии «Биобиблиография крымоведения». Член редколлегий 10 научных профильных исторических периодических изданий (журналов и ежегодников) Российской Федерации и Украины. В 2015 году вошёл в состав авторского коллектива по написанию двухтомной монографии «История Крыма» под патронатом Российского исторического общества.

## Общественная деятельность
- с 2008 по 2015 год работал в двух специализированных Учёных советах по защите кандидатских и докторских диссертаций в Киеве при Центре памятниковедения НАН Украины по специальности «Памятниковедение. Музееведение» (заместитель председателя совета) при Одесском национальном университете им. И. И. Мечникова по историческим специальностям[13].
- руководитель Крымского отделения Центра памятниковедения НАН Украины (2006—2014)
- глава Союза краеведов Крыма (2007—2018; до 2014 — Крымской организации НСКУ)
- руководитель секции по историческому краеведению Малой академии наук Крыма «Искатель» (с 2007)
- член Межведомственного координационного совета по вопросам краеведения при Президиуме НАНУ (2013—2014)
- сопредседатель Секции по изучению и охране культурного и природного наследия Крыма Совета по изучению культурного и природного наследия при Российской академии наук (с 2016)
- член экспертного совета Высшей аттестационной комиссии (ВАК) Российской Федерации по историческим специальностям (2016 — март 2022)
- член специализированного ученого совета по защитам кандидатских (докторских) диссертаций при Крымском федеральном университете имени В. И. Вернадского по специальностям «Всемирная история», «Археология» (с 2016)[6]
- организатор и директор Музея истории Крымского федерального университета имени В. И. Вернадского (с 2016)[15]
- член Комиссии по разработке научного наследия академика В. И. Вернадского РАН (с 2019 г.)
- член экспертного совета Республики Крым по книжным памятникам при Крымской республиканской универсальной научной библиотеке имени И. Я. Франко (с 2020)[10]

## Награды и звания
- Нагрудный знак МОН Украины «Отличник образования» (2005)
- Заслуженный деятель науки и техники Автономной Республики Крым (2007)[16]
- Премия Автономной Республики Крым в номинации «Наука и научно-техническая деятельность» (2007)[17]
- Премия имени В. И. Вернадского (2005; 2012, ТНУ им. В. И. Вернадского)
- Грамота Верховной Рады Украины (2008)
- Почётная грамота Кабинета Министров Украины (2010)
- Медаль Республиканского комитета Автономной Республики Крым по охране культурного наследия (2012) — за весомый вклад в изучение, популяризацию и сохранение культурного наследия[18]
- Заслуженный работник образования Украины (2013)[19]
- Грамота Президиума Государственного Совета Республики Крым (2015) — за значительный личный вклад в развитие науки и образования, подготовку квалифицированных кадров, многолетний добросовестный труд, высокий профессионализм
- Медаль «За заслуги в сохранении наследия Отечества» (2016)
- Международная премия имени Бекира Чобан-заде за 2015 год (2016)
- Благодарность Председателя Государственного Совета Республики Крым (2018) — за значительный личный вклад в развитие культуры, пропаганду и сохранение многонационального культурного наследия Республики Крым и высокий профессионализм
- Золотая медаль имени В. И. Вернадского (2018)[6]
- Почётный работник сферы образования Российской Федерации (2019)[10]
- Медаль имени академика Б. Д. Грекова (2021, Государственный комитет по делам архивов Республики Крым)[20]

## Биобиблиография
- Историческое краеведение в Крыму (2 пол. XIX — нач. XX веков): библиографический указатель / Симферопольский государственный университет. — Симферополь, 1995. — 64 с.
- Развитие исторического краеведения в Крыму в XIX — начале XX века. — Симферополь: Таврия, 1995. — 105 с.
- Очерки развития исторического краеведения Крыма в ХІХ — начале XX века. — Симферополь: Таврида, 1998. — 208 с.
- Записки путешественников и путеводители в развитии исторического краеведения Крыма (последняя треть XVIII — начало XX века). — К., 1999. — 212 с. — (Серия «Научно-справочные издания по истории Украины»; Вып. 46).
- Музейное дело в Крыму и его старатели (XIX — начало XX века): Биобиблиографическое исследование / Таврический национальный университет им. В. И. Вернадского. — Симферополь, 2000. — 360 с.
- История и этнография народов Крыма: Библиография и архивы (конец XVIII — начало XX века) / Отв. ред. Л. А. Дубровина; Вступ. ст. В. Ф. Шарапы. — Симферополь: Доля, 2001 . — 816 с.
- Історичне кримознавство (кінець XVIII — початок ХХ століття): Біобібліографічне дослідження. — Сімферополь: Бізнес-Інформ, 2003. — 456 с.
- Арсений Маркевич: страницы истории крымского краеведения. — Симферополь: Бизнес-Информ, 2005. — 432 с. — (Серия «Биобиблиография крымоведения»; Вып. 3).
- Подвижники крымоведения. — Симферополь: Изд-во «СГТ», 2006. — Т. 1 . — 324 с. — (Серия «Биобиблиография крымоведения»; Вып. 7).
- Подвижники крымоведения. Т. 2: TAURICA ORIENTALIA / Респ. комитет АРК по охране культурного наследия. — Симферополь, 2008. — 600 с. — (Серия «Биобиблиография крымоведения»; Вып. 12).
- Профессор Николай Эрнст: Страницы истории крымского краеведения. — К.: Стилос, 2012. — 464 с. — (Серия «Биобиблиография крымоведения»; Вып. 15).
- История и этнография народов Крыма: библиография и архивы (1921—1945). — Симферополь: Антиква, 2015. — 936 с. — (Серии: «Крым в истории, культуре и экономике России»; «Биобиблиография крымоведения»; вып. 25).
- Академик С. Ф. Платонов и крымоведение. — Белгород: Константа, 2018. — 216 с. — (Серия: «Биобиблиография крымоведения»; вып. 27).
- История Крымского федерального университета имени В. И. Вернадского в документах и фотографиях / Авт.–сост. А. А. Непомнящий, А. С. Кравчук. — Белгород: Константа, 2018. — 352 с.
- Судьбы книг и людей в автографах личной библиотеки. — Белгород: Константа, 2019. — 264 с. — (Серия: «Биобиблиография крымоведения»; вып. 28).
- Восточный факультет: неизвестные страницы истории крымоведения. — Саратов: Амирит, 2021.— 416 с.— (Серия: «Биобиблиография крымоведения»; вып. 31).
- Профессор Алексей Деревицкий: крымские страницы биографии. — Саратов: Амирит, 2022. — 176 с. — (Серия: Биобиблиография крымоведения; вып. 33).
- Непомнящий А. А. «Жить сегодняшним днем»: профессор Петр Двойченко. — Саратов: Амирит, 2023. — 280 с. — (Серия: «Биобиблиография крымоведения»; вып. 34).

- Белорусы / отв. ред. Н. Н. Колесникова; авт. проекта Б. С. Балаян. — Симферополь: Медиацентр им. И. Гаспринского, 2018. — С. 144—146. — 240 с. — (Всемирная серия: Народы и времена ; т. 9. Российская Федерация. Крым). — ISBN 978-5-907032-19-4.
- Непомнящий Андрей Анатольевич // Историки России XX века: биобиблиографический словарь: в 3 томах / авт.-сост. А. А. Чернобаев; под ред. В. А. Динеса. — Саратов: Изд-во СГСЭУ, 2005. — Т. 2: М—Я. — С. 111—112. — ISBN 5-87309-512-4.
- Непомнящий Андрей Анатольевич: биобиблиографический указатель (к 50-летию со дня рождения) / Министерство науки и высшего образования Российской Федерации, Крымский федеральный университет им. В. И. Вернадского, Научная библиотека; сост. Н. И. Кадуха, В. И. Тараилова; ред. Н. В. Чигрина. — Симферополь, 2019. — 146 с.
- Ломакин Д. А. Профессору Андрею Анатольевичу Непомнящему — 50! // Учёные записки Крымского федерального университета имени В. И. Вернадского. Исторические науки. — 2019. — Т. 5 (71), № 1. — С. 3—9.